# Olceclostera nigripuncta
Olceclostera nigripuncta är en fjärilsart som beskrevs av William Schaus 1910. Olceclostera nigripuncta ingår i släktet Olceclostera och familjen silkesspinnare. Inga underarter finns listade i Catalogue of Life.